# Nationalparks in Sambia

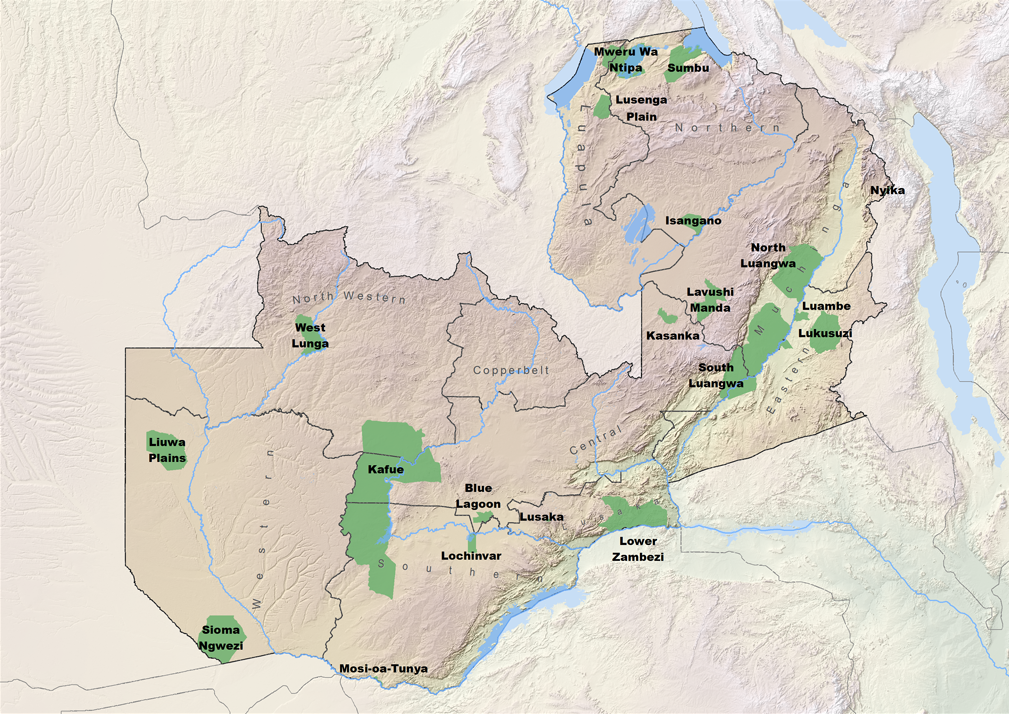
Lage der 20 Nationalparks

Die Liste der Nationalparks in Sambia verzeichnet die in Sambia unter nationaler Schutzstellung existierenden Naturreservate.
Es gibt 20 Nationalparks in Sambia, von denen aber viele nicht gepflegt werden und nur wenige Tiere beherbergen. Andere haben eine zahlreiche Tierwelt und sind daher Touristenziele.

## Nationalparks
- Blaue-Lagune-Nationalpark
- Isangano-Nationalpark
- Kafue-Nationalpark
- Kasanka-Nationalpark
- Lavushi-Manda-Nationalpark
- Liuwa-Plain-Nationalpark
- Lochinvar-Nationalpark
- Luambe-Nationalpark
- Lukusuzi-Nationalpark
- Lusaka-Nationalpark
- Lusenga-Plain-Nationalpark
- Mosi-oa-Tunya-Nationalpark (Nationalpark Victoriafälle)
- Mweru-Wantipa-Nationalpark
- Nordluangwa-Nationalpark
- Nsumbu-Nationalpark
- Nyika
- Sioma-Ngweizi-Nationalpark
- Südluangwa-Nationalpark
- West-Lunga-Nationalpark
- Unterer-Sambesi-Nationalpark

## Andere Gebiete
- Bangweulusümpfe
- Luangwa Valley Game Reserve